# Локавец (община Айдовшчина)
Вижте пояснителната страница за други значения на Локавец.
Локавец (на словенски: Lokavec) е село в Словения, регион Горишка, община Айдовшчина. Според Националната статистическа служба на Република Словения през 2015 г. селото има 1123 жители.